# Orophorhynchus
Orophorhynchus is een geslacht van kreeftachtigen uit de klasse van de Malacostraca (hogere kreeftachtigen).

## Synoniem
- Munidopsis